# Badlands (chanson)
Pour les articles homonymes, voir Badlands.
Pistes de Darkness on the Edge of Town
Adam Raised a Cain
Badlands est une chanson écrite et composée par Bruce Springsteen. Elle est la première piste de son quatrième album studio Darkness on the Edge of Town.
La chanson est présente dans le film britannique Music of My Life (2019) de Gurinder Chadha, puis dans Les Gardiens de la Galaxie Vol. 3 (2023).